# Raheem Robinson
Raheem Josan Isaiah Robinson (sinh ngày 30 tháng 7 năm 1992) là một cầu thủ bóng đá người Quần đảo Cayman thi đấu ở vị trí tiền đạo. Anh từng đại diện Quần đảo Cayman trong trận đấu vòng loại World Cup năm 2011.